# 斯塔維謝 (姆利尼夫區)
50°40′17″N 25°39′34″E / 50.67139°N 25.65944°E
斯塔維謝（烏克蘭語：Ставище），是烏克蘭西北部的村莊，隸屬里夫內州的杜布諾區。該村始建於1545年，面積5.24平方公里，海拔高度225米，2001年人口134，人口密度每平方公里25.6人。